# Grafen von Lupfen

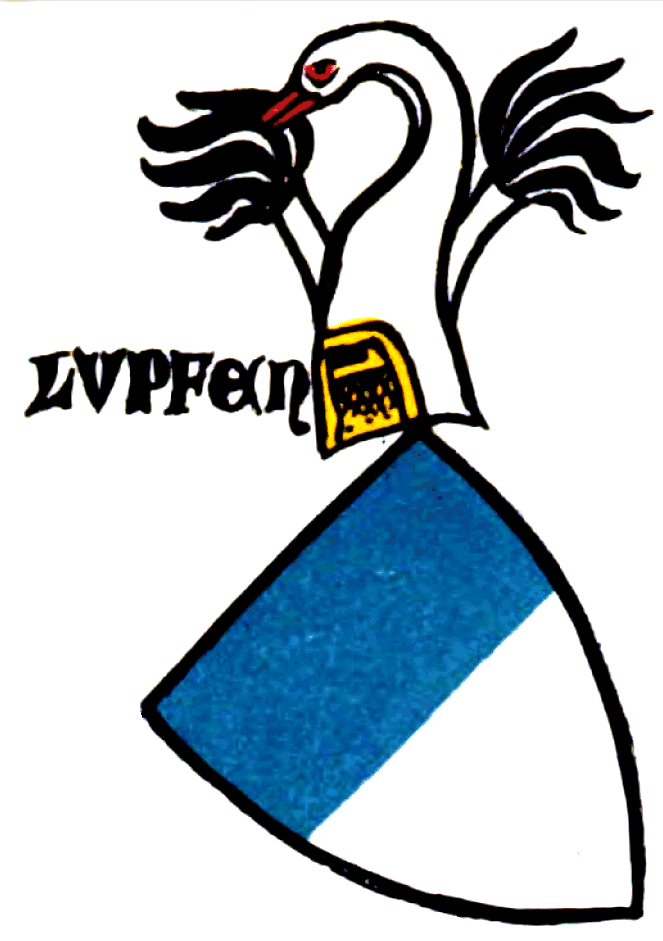
Wappen der Lupfen in der Zürcher Wappenrolle (ca. 1340)

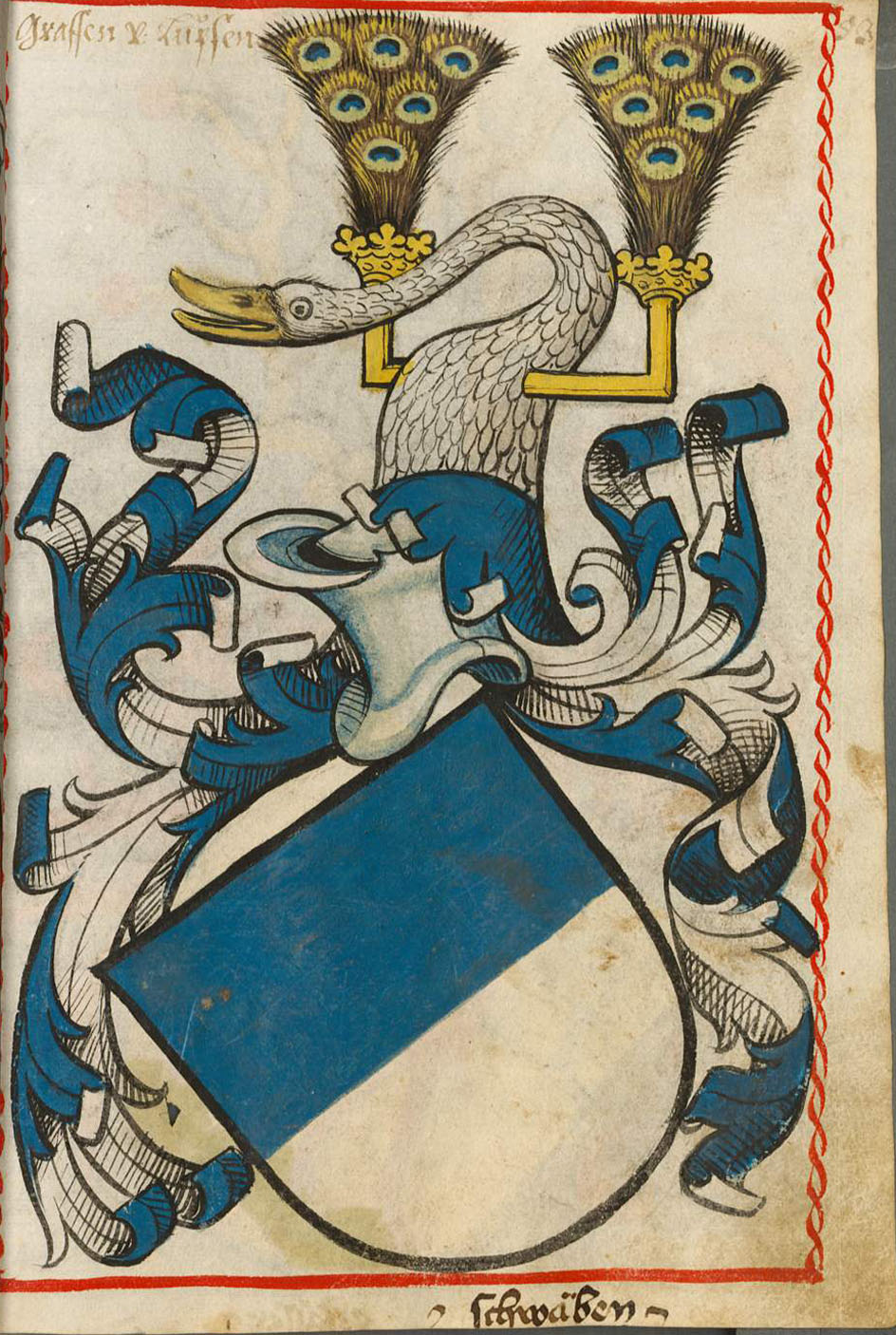
Wappen der Grafen von Lupfen im Scheiblerschen Wappenbuch

Wappen der Stadt Stühlingen

Die Grafen von Lupfen (auch Grafen zu Lupfen und Herren von Lupfen) waren ein dem schwäbischen Uradel zugehöriges einst mächtiges Adelsgeschlecht mit Besitzungen in der Baar, im Schwarzwald, im Klettgau und im Elsass, dort bestanden Beziehungen zu den Herren von Rappoltstein (1397–1419).

## Geschichte

### Stammburg Hohenlupfen
Ihre Stammburg auf dem Lupfen, die Burg Hohenlupfen, ist erstmals 1065 nachweisbar. 1251 erbten sie die Landgrafschaft Stühlingen, die bis dahin Bestandteil der Landgrafschaft Klettgau war, erbauten die Burg Stühlingen und erhielten 1262 die Stadtrechte für Stühlingen. Im weiteren besaßen sie die Herrschaft Hohenhewen mit der Stadt Engen sowie elsässische Gebiete. 1374 wird als Landgraf zu Stühlingen der Junker Eberhard von Lupfen genannt, der von Heinrich Sytinger an einer Gerichtsverhandlung in Breisach vertreten wurde.
Wegen anhaltender Fehden mit dem benachbarten Haus Fürstenberg stellten sich die Grafen von Lupfen im Städtekrieg um den Schwäbischen Städtebund auf die Seite der Württemberger gegen die mit den Fürstenbergern verbündete Reichsstadt Rottweil, was 1377 zur Schleifung der Burg auf dem Lupfen durch die Rottweiler führte.
Nach deren Wiederaufbau wurde sie im Verlauf der Lupfener Fehde 1416 erneut von den Rottweilern, diesmal im Auftrag König Sigismunds wegen des Bündnisses der Herren von Lupfen mit den Herzögen von Österreich, endgültig zerstört.

### Graf Johann I. von Lupfen-Stühlingen
Graf Johann I. von Lupfen-Stühlingen hatte König Sigismund als Rat gedient und wurde von diesem am 20. Dezember 1417 in Konstanz mit umfangreichen Ländereien im Oberelsass belehnt, darunter auch die Burg Hohnack mit Haus Judenburg als Zubehör.  Wenige Jahre später erlosch 1439 diese Linie der Familie, und die Württemberger kauften die Herrschaft um den Lupfen auf.
1499 wurde die alte Burg Stühlingen im Schweizerkrieg zerstört, die Grafen wohnten daher in Engen im Schloss. Diese räumliche Entfernung zu den Unterthanen und auch immer weitere ausufernde Lasten und Abgaben führten zu den nun folgenden Ereignissen.

### Beginn des Deutschen Bauernkriegs
Vor dem Schloss Stühlingen beginnt in der Geschichtsschreibung der Deutsche Bauernkrieg. Am 23. Juni 1524, wohl unter der Führung des Michel Haim von Stiellingen, traten Bauern vor das Schloss und erhoben Beschwerde mit einer Schrift, in der 16 Artikel zusammengefasst waren, die sie erfüllt haben wollten. Nachdem der Vogt sie zunächst beschwichtigen konnte, ging Graf Sigmund zusammen mit anderen Adligen gegen die Bauern vor. Die Bauern hatten Hans Müller von Bulgenbach als Anführer gewählt. Am 28. Dezember 1524 starb Graf Sigmund II. von Lupfen in Engen. 

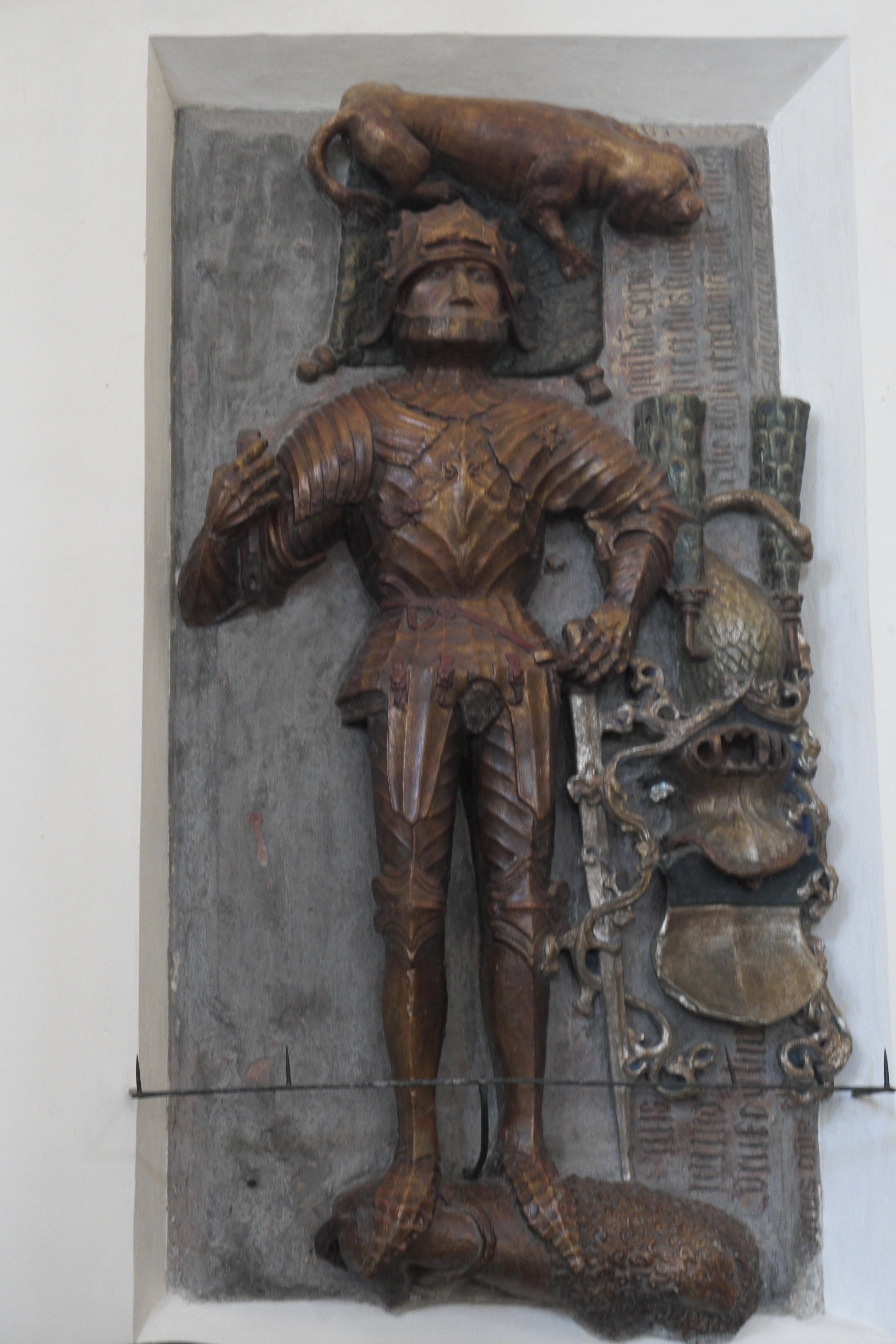
Epitaph Sigmund II. von Lupfen in der Kirche in Engen

Nach der Niederschlagung aller Aufbegehrungen mussten die Untertanen am 12. Juli 1525 in Ewattingen die Abbitte leisten und ihrem Herrn huldigen.

## Der Bergfried der Vorgängerburg
Als Landgrafen von Lupfen-Stühlingen unterhielten die Grafen von Lupfen eine Vorgängerburg, (im Schweizerkrieg weitgehend zerstört) deren Bergfried, integriert in das Schloss Hohenlupfen, bis heute Wahrzeichen der Stadt ist.

## Wappen

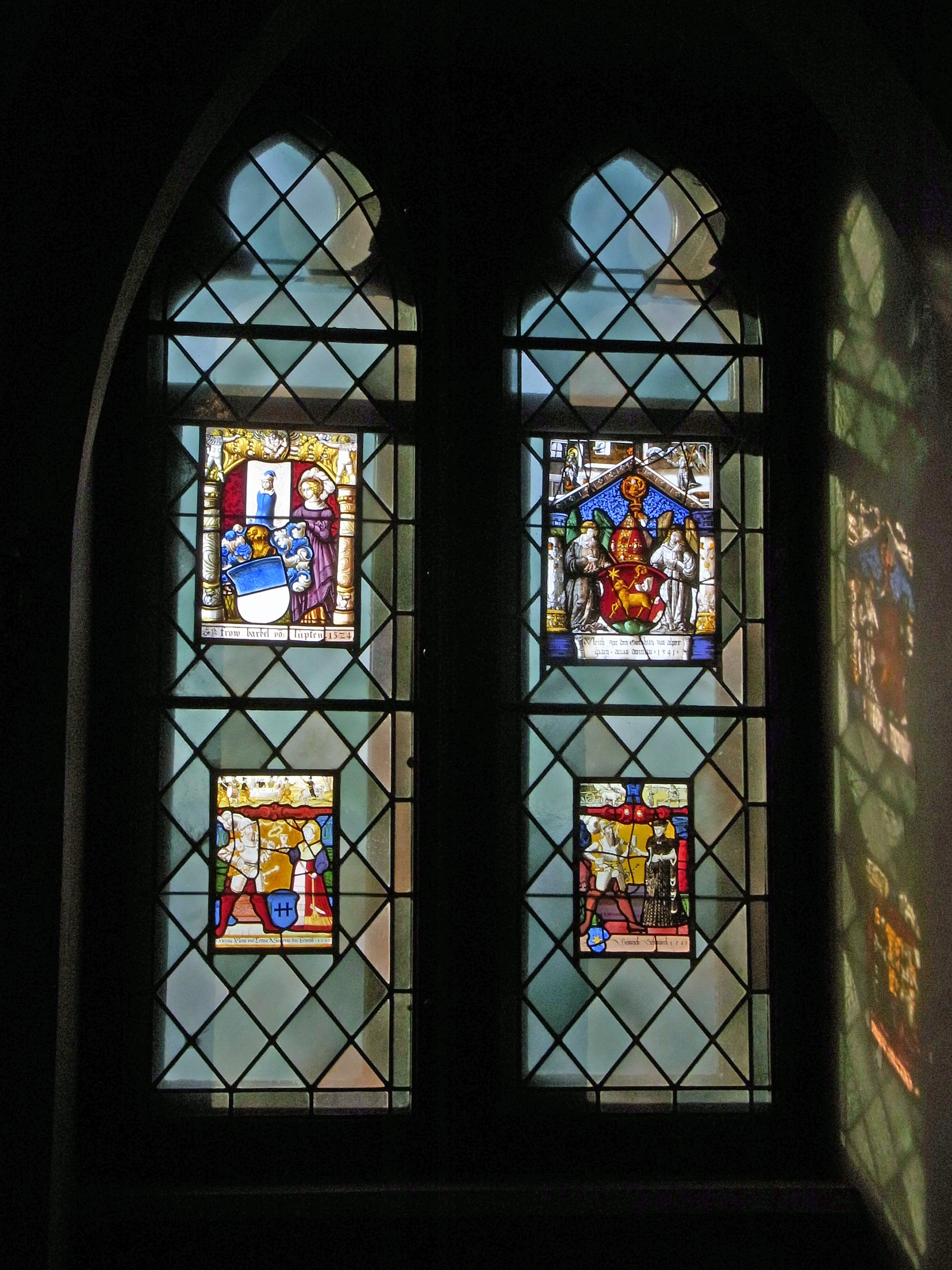
Glasfenster in der St. Michaelskapelle auf der Burg Hohenzollern, links oben: Wappen der Frau Barbel von Lupfen, 1524

Das heutige Stadtwappen von Stühlingen ist in den Farben auf das Wappen der Grafen von Lupfen zurückzuführen.

## Bekannte Persönlichkeiten
Mit Johannes von Lupfen stellten die Grafen von Lupfen von 1532 bis 1538 einen Konstanzer Fürstbischof. Davor war Adelhaid von Lupfen von 1353 bis zu ihrem Sterbejahr 1371 Fürstäbtissin des Damenstiftes Buchau. 1521 heiratete Wilhelm Werner von Zimmern Katharina von Lupfen.

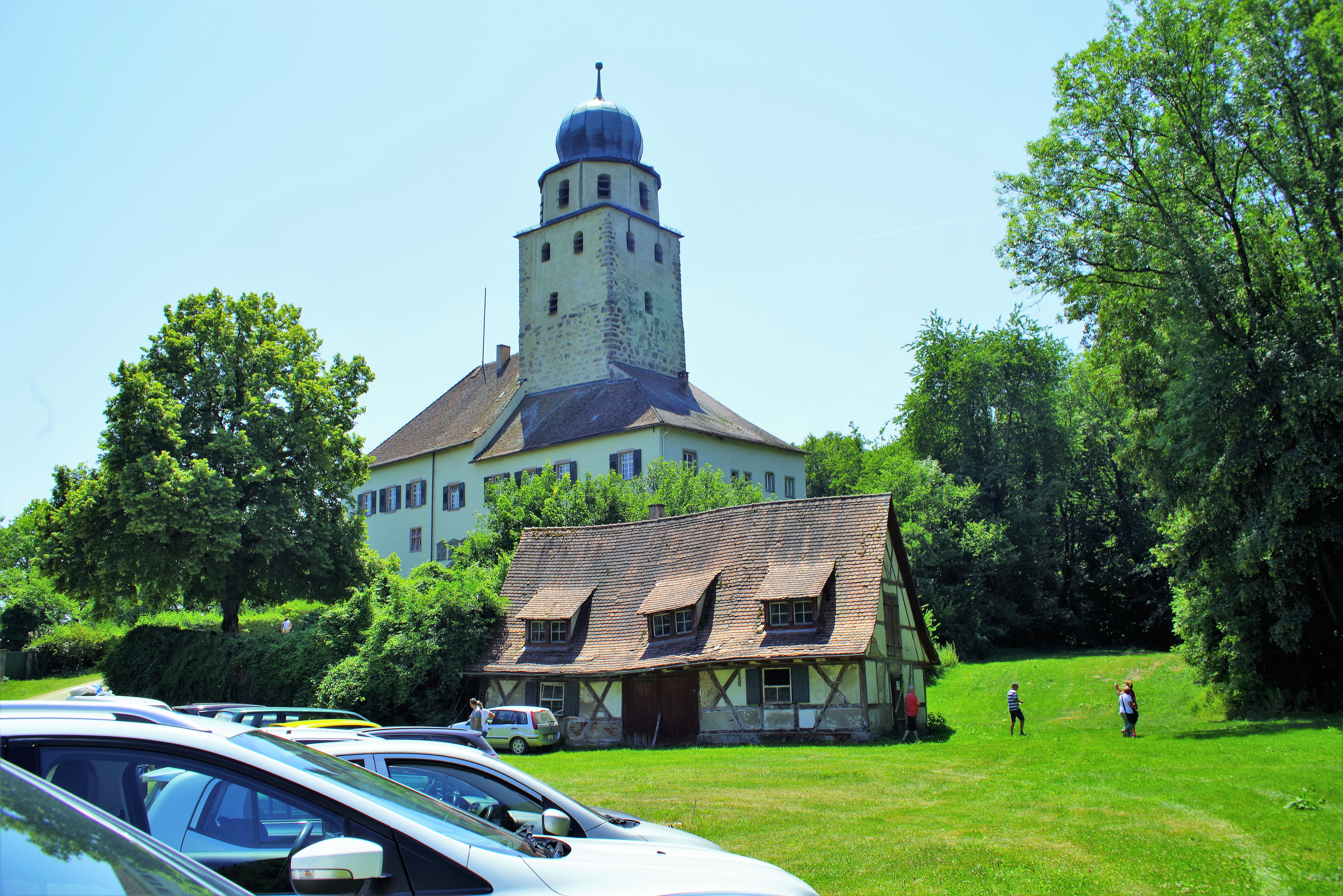
Das Schloss Hohenlupfen erbaut von 1619 bis 1624 unter Maximilian von Pappenheim

### Übergang auf die von Pappenheim und Neubau des Schlosses Hohenlupfen
Am 26. Dezember 1582 starb Graf Heinrich VI., der letzte derer von Lupfen, noch nicht ganz 40 Jahre alt. Mit ihm erlosch auch die Stühlinger Linie, und deren Besitz ging an den kaiserlichen Oberst Conrad von Pappenheim, nachfolgend an die Marschälle von Pappenheim. Schloss Bonndorf und Burg Rosenegg kamen über Conrads Schwester, Gräfin Margaretha von Lupfen († 1588), an ihren Ehemann Peter von Mörsperg und Beffort.

## Sonstiges
In Erinnerung an die Herrschaft Hans von Lupfens über Burg Hohlandsberg nahe Colmar im Elsass tragen heute die Weine einer Weinkellerei aus Kientzheim den Namen Jean de Lupfen.